# 龍藏寺
龍藏寺，旧名慈惠庵，是位於四川省成都市新都區新繁街道荣军路86号的明清时期古建筑，现被用作四川省革命伤残军人休养院。2019年，龙藏寺入选第八批全国重点文物保护单位。

## 历史
始建于唐贞观三年（629年），初名慈惠庵，北宋大中祥符元年（1008年）扩建后更名为龙藏寺。元末寺院毁于兵火，明洪武四年（1371年）重建，明末又被毁。清康熙六年（1667年），破山法嗣大郎和尚主持重建，乾隆年间增建藏经楼，嘉庆至光绪初年持续扩建。1951年，寺院被辟为川西革命荣誉军人学校（今四川省革命伤残军人休养院）。1985年7月22日公布为第二批成都市文物保护单位；2007年6月1日公佈為第七批四川省文物保護單位；2019年10月7日公布为第八批全国重点文物保护单位。

## 建筑
龙藏寺坐北向南，占地约3万平方米，现存六角亭、碑亭、山门、弥勒殿、大雄殿、毗卢殿、东厢房、西厢房、西侧院等建筑。大雄宝殿为单檐歇山顶，原铺琉璃瓦，后改小青瓦，面阔5间、16.35米，进深4间、12.55米，通高9.1米，台基高0.3米。殿内前梁题“大明成化元年岁次乙酉十月二十九日重修”。大雄宝殿内有明代壁画，共9铺，总面积114.3平方米。山门前的一对石狮雕于清道光九年（1829年），高3.5米。龙藏寺原有碑刻200多通，文革中部分碑刻被毁，后于1975年移至宝光寺12通，1980年移至桂湖碑林66通，至2005年寺内尚存碑刻19通。

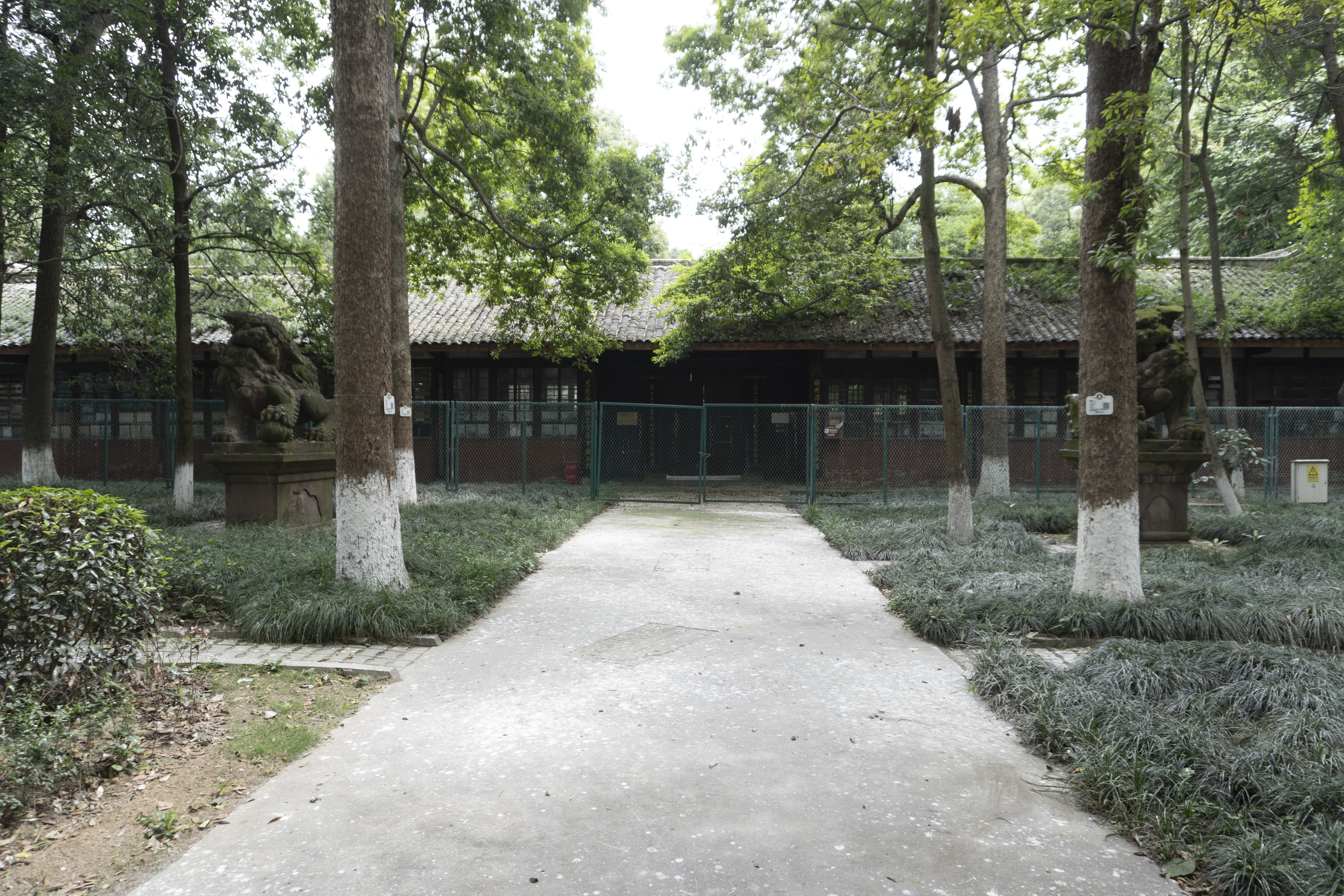
山门
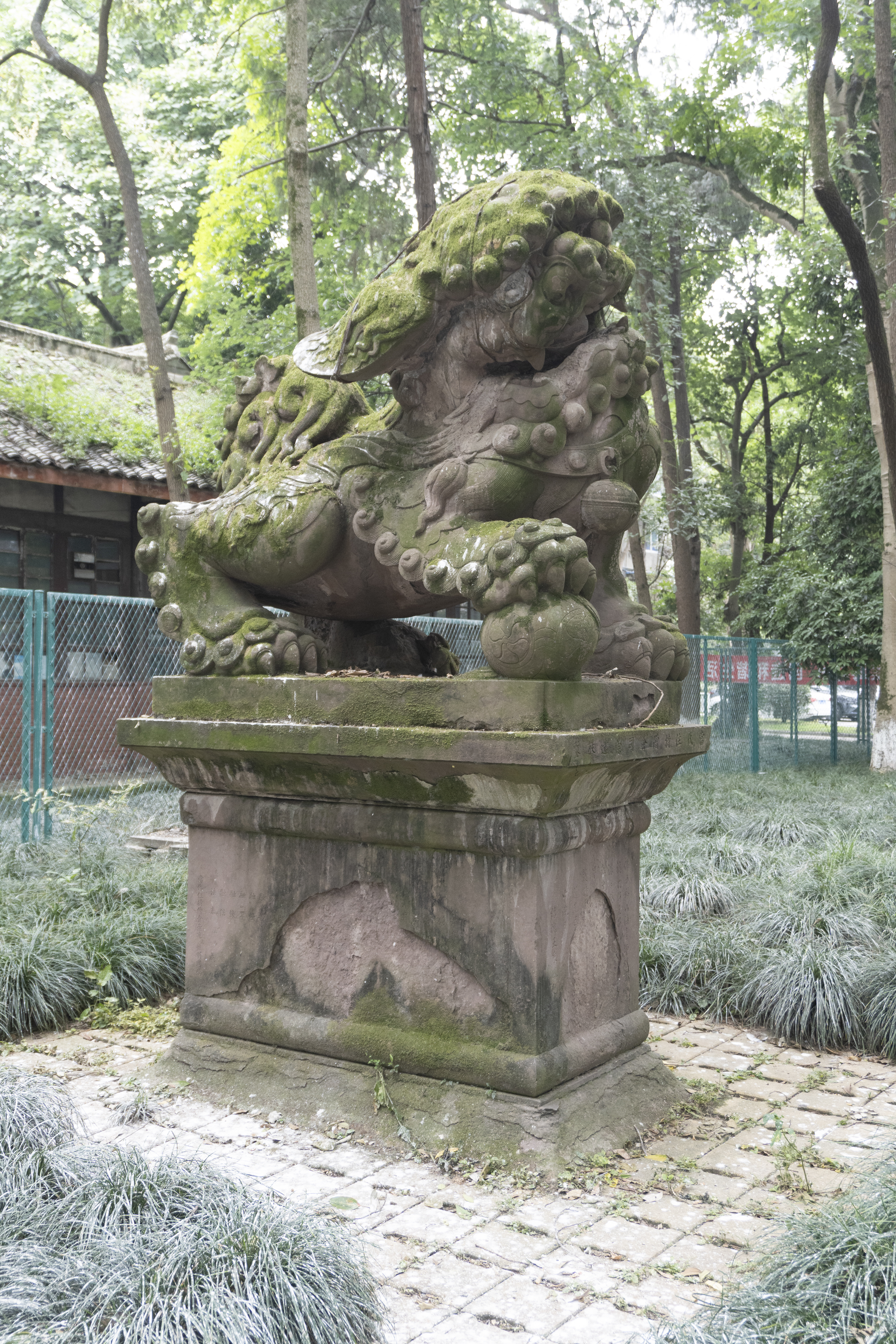
石狮
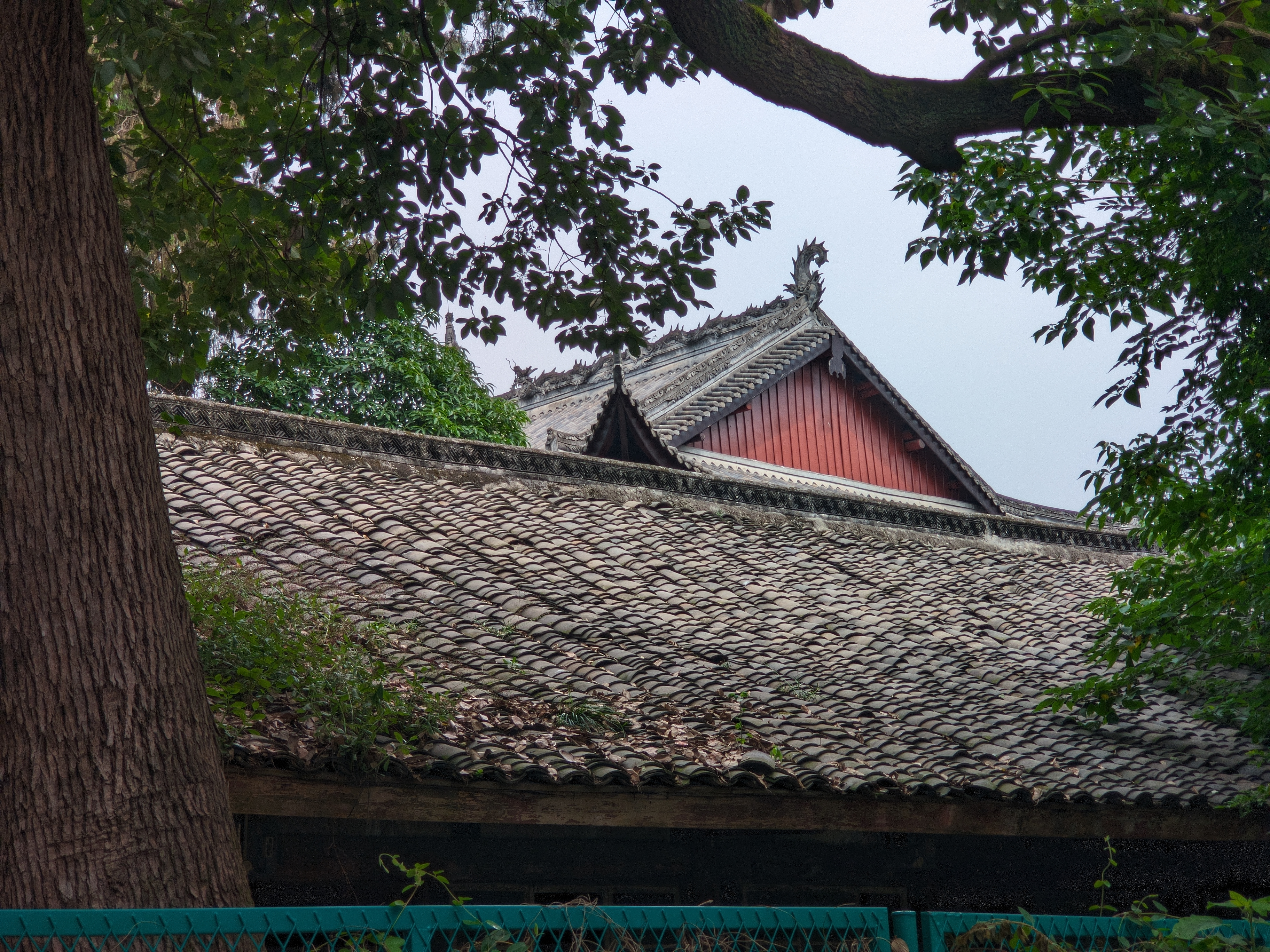
毗卢殿一角
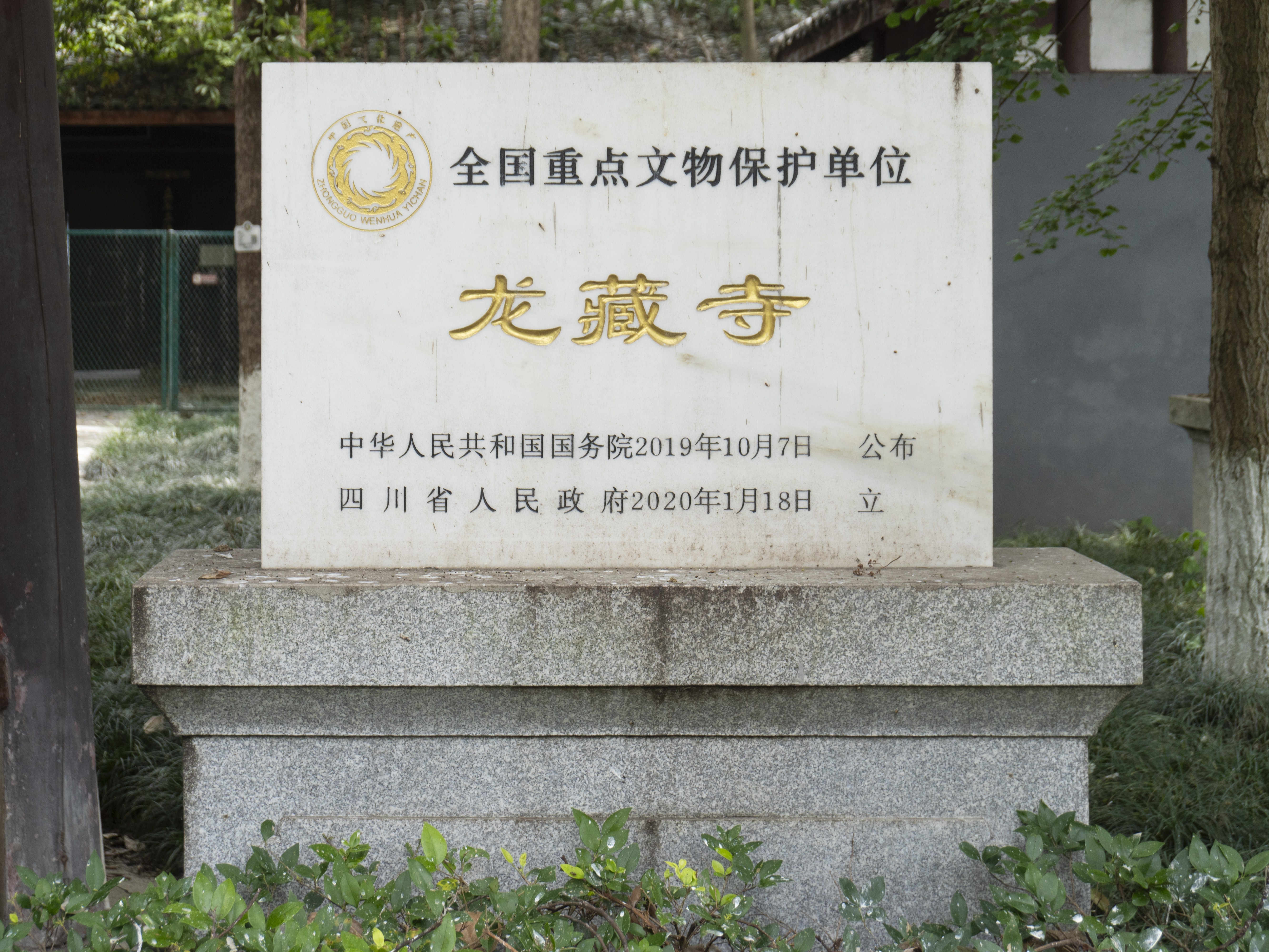
文物保护单位标志